# Gura Cuțului
Gura Cuțului falu Romániában, Erdélyben, Fehér megyében. Közigazgatásilag Alvinc községhez tartozik.

## Fekvése
Borsómező közelében fekvő település.

## Története
Gura Cuţului korábban Borsómező része volt, 1956 körül vált külön, ekkor 57 lakosa volt.
1966-ban 58, 1977-ben 66, 1992-ben 50, 2002-ben 48 román lakosa volt.